# José Luis Sérsic
José Luis Sérsic (Bella Vista, 6 maggio 1933 – Villa Carlos Paz, 19 luglio 1993) è stato un astronomo argentino, direttore dell'Observatorio Astronómico de Córdoba dal 1982 al 1983.
È noto in particolare per lo studio della morfologia delle galassie. La sua opera principale è Atlas de galaxias australes (1968).
A lui è stato intitolato un asteroide del sistema solare: 2691 Sérsic.